# Mateiros
Mateiros é um município brasileiro do estado do Tocantins detentor do título de Capital Nacional do Capim Dourado. Localiza-se na latitude 10º32'51" sul e na longitude 46º25'16" oeste, estando a uma altitude de 493 metros. Sua população estimada em 2004 era de 1.831 habitantes.
Possui uma área de 9589,27 km². Foi fundado em 1992 por José de Ribamar Costa Filho.
É em Mateiros que fica localizada a maior parte da região ecoturística do Jalapão, sendo que o Parque Estadual do Jalapão fica integralmente localizado no município. Em Mateiros também se encontra localizada a vila Mumbuca, onde se produz artesanato feito com capim dourado. A rodovia asfaltada mais próxima está localizada na Vila Coaceral, em Formosa do Rio Preto, na Bahia. Já do lado tocantinense, a rodovia pavimentada mais próxima se encontra localizada em Ponte Alta do Tocantins (TO-255).
Mateiros é o único município tocantinense que faz divisa com o estado do Piauí, além de também fazer divisa com os estados do Maranhão e da Bahia. É, assim, um dos dez únicos municípios do Brasil que fazem divisa com três ou mais estados e/ou países diferentes. Os demais são o município vizinho de Barreiras do Piauí (PI), além dos municípios de: Acrelândia (AC); Carneirinho (MG); Caroebe (RR); Corumbá (MS); Delmiro Gouveia (AL);  Laranjal do Jari (AP); Oriximiná (PA) e Porto Velho (RO).

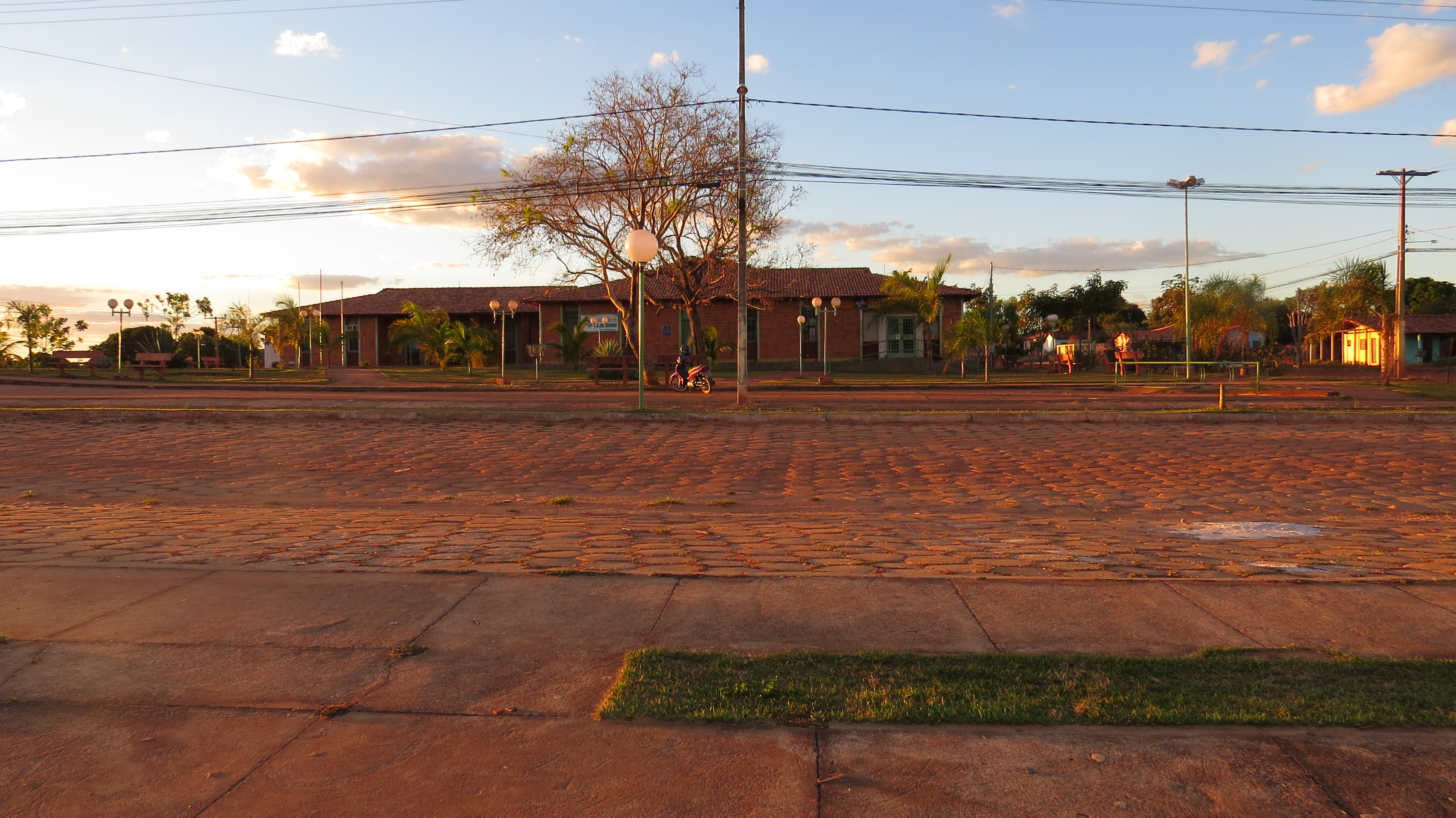
Centro de Mateiros

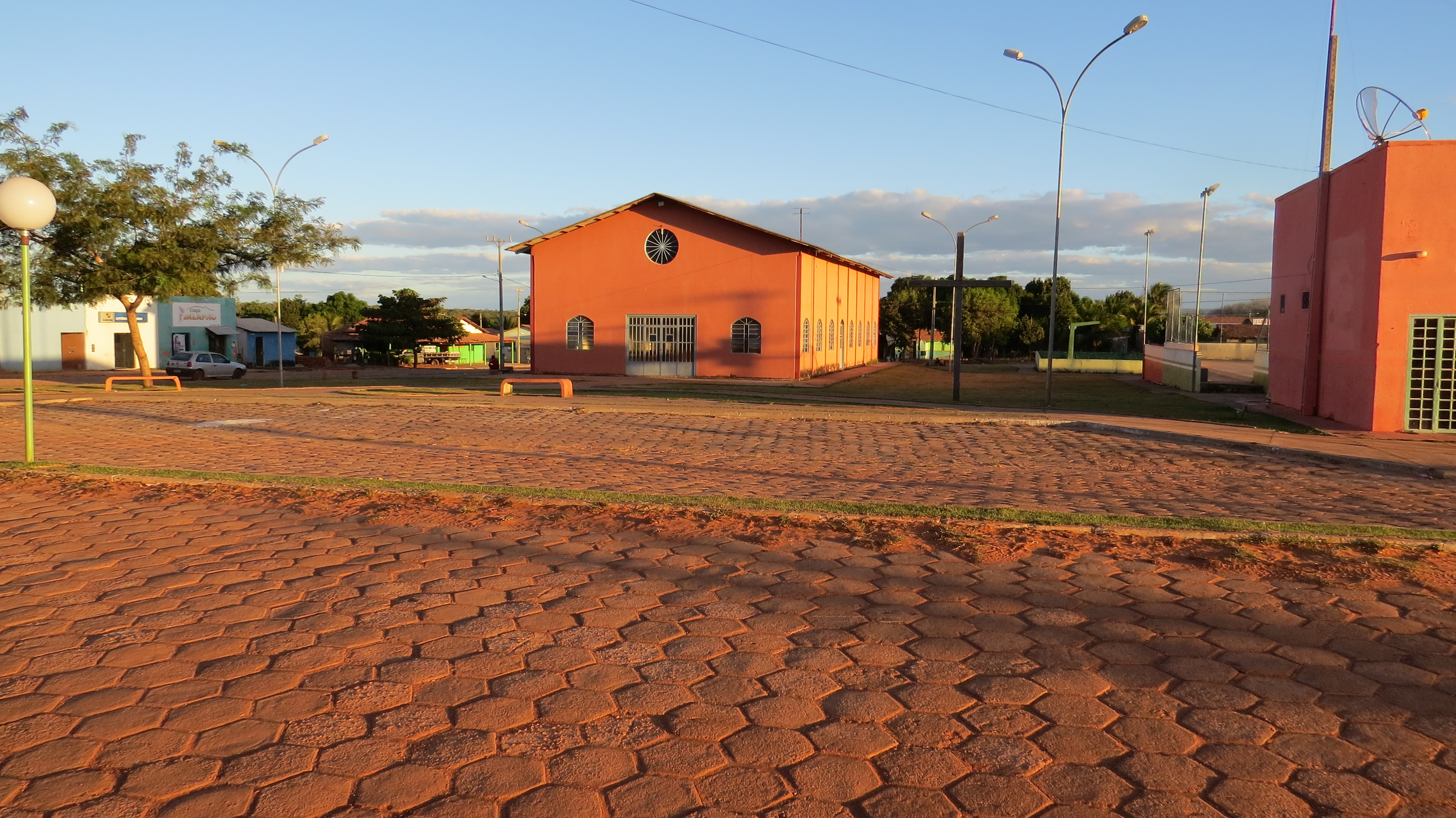
Igreja do Divino Espírito Santo